# Saltängens BK
Saltängens BK, SBK, är en idrottsförening (fotboll) från Norrköping i Östergötland, bildad 1961 i stadsdelen Saltängen. Säsongen 2022 spelade såväl föreningens herr- som damlag i division IV.
SBK:s damlag har spelat i näst högsta serien, dåvarande division I 2007. Laget flyttades upp till serien för att fylla den vakans som uppstod när Holmalunds IF drog sig ur. Laget slutade på tionde plats i söderserien och nedflyttades. Laget låg nere ett par år men återstartades till säsongen 2022.
På herrsidan har Saltängen som bäst spelat i tredjedivisionen. Laget tog steget upp till gamla division III, motsvarande dagens division I, genom att 1982 vinna division IV före Kenty och Smedby AIS, i en serie som även innehöll Sylvia. Laget kunde inte alls hävda sig i division III 1983 mot lag som Mönsterås, Sleipner, IFK Motala FK och Maif, utan tog blott sex poäng och degraderades. På senare år har SBK vunnit division VI 2018, division V 2020 och spelar sedan dess i division IV.

## Allsvenska spelare fostrade i SBK
- Maria Svensson > Linköpings FC och IFK Norrköping
- Emma Lennartsson > Linköpings FC